# Krivodol
Krivodol (búlgaro:Криводол) é uma cidade da Bulgária, localizada no distrito de Vratsa. A sua população era de 3,282 habitantes segundo o censo de 2010.

## População
| Krivodol | Krivodol | Krivodol | Krivodol | Krivodol | Krivodol | Krivodol | Krivodol | Krivodol | Krivodol | Krivodol | Krivodol | Krivodol | Krivodol | Krivodol | Krivodol | Krivodol | Krivodol | Krivodol | Krivodol |
| --- | -------- | -------- | -------- | -------- | -------- | -------- | -------- | -------- | -------- | -------- | -------- | -------- | -------- | -------- | -------- | -------- | -------- | -------- | -------- |
| Ano | 1887     | 1910     | 1934     | 1946     | 1956     | 1965     | 1975     | 1985     | 1992     | 2001     | 2002     | 2003     | 2004     | 2005     | 2006     | 2007     | 2008     | 2009     | 2010     |
| População |          |          |          | …        | …        | …        | 4,390    | 4,266    | 4,193    | 3,832    | 3,798    | 3,717    | 3,610    | 3,542    | 3,498    | 3,449    | 3,358    | 3,319    | 3,282    |
| Fontes: Instituto Nacional de Estatísticas, „citypopulation.de“, „pop-stat.mashke.org“, Bulgarian Academy of Sciences |          |          |          |          |          |          |          |          |          |          |          |          |          |          |          |          |          |          |          |